# Töllsjö landskommun
Töllsjö landskommun var en tidigare kommun i dåvarande Älvsborgs län.

## Administrativ historik
I samband med att 1862 års kommunalförordningar trädde i kraft inrättades denna landskommun i Töllsjö socken i Bollebygds härad i Västergötland.
När 1952 års kommunreform genomfördes uppgick den i Bollebygds landskommun. Denna ombildades 1971 till Bollebygds kommun, som 1974 uppgick i Borås kommun. Området utbröts därur 1995 och återbildade Bollebygds kommun.

## Politik

### Mandatfördelning i Töllsjö landskommun 1938-1946
| 2 | 3 | 3 | 2 | 10 |

| 20 |

| 3 | 4 | 5 | 8 |

| 20 |

| 2 | 10 | 2 | 6 |

| 20 |